# Rodney Heath

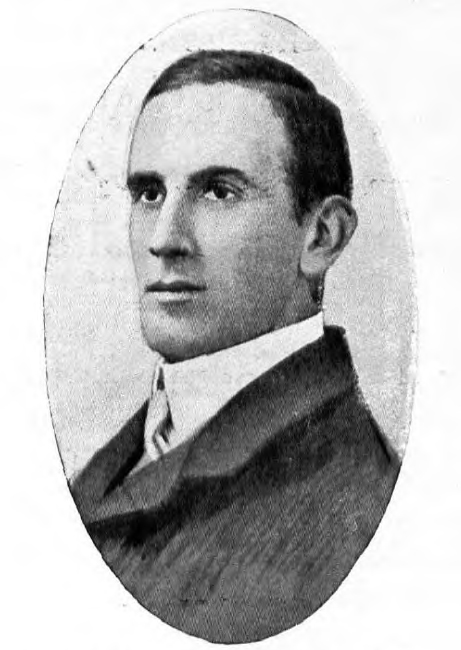
Rodney Heath

Rodney Wilfrid Heath (* 15. Juni 1884 in Birmingham, Vereinigtes Königreich; † 26. Oktober 1936 in Melbourne, Australien) war ein australischer Tennisspieler.

## Karriere
Heath war der Sieger im Herreneinzel bei der ersten Auflage der australischen Meisterschaften (heute Australian Open) im Jahr 1905. Diesen Erfolg konnte er 1910 wiederholen. Außerdem gewann er 1906 zusammen mit Anthony Wilding und 1911 mit Randolph Lycett die Doppelkonkurrenz. 1911 erreichte er auch bei den Wimbledon Championships mit dem Achtelfinale sein bestes Resultat.
1911 gewann er mit der Mannschaft von Australien und Neuseeland den Davis Cup. Im Finale gegen das US-amerikanische Team besiegte er William Larned mit 3:1 Sätzen.
Während des Ersten Weltkriegs wurde Heath 1915 eingezogen und trat ins Royal Flying Corps ein. 1917 wurde er zum Major ernannt.
Nach dem Krieg gewann Heath das Hallenturnier im Doppel in Paris und erreichte 1919 das Doppelfinale von Wimbledon. 1920 gewann er erneut mit Australien den Davis Cup. 1925 nahm er zum letzten Mal am Turnier in Wimbledon teil.
Er starb am 26. Oktober 1936 in einem Krankenhaus in Melbourne.

## Titel

### Einzel
| Nr. | Jahr | Turnier                      | Finalgegner   | Endergebnis        |
| 1.  | 1905 | Australische Meisterschaften | Arthur Curtis | 4:6, 6:3, 6:4, 6:4 |
| 2.  | 1910 | Australische Meisterschaften | Horace Rice   | 6:4, 6:3, 6:2      |

### Doppel
| Nr. | Jahr | Turnier                      | Partner         | Finalgegner                  | Endergebnis   |
| 1.  | 1906 | Australische Meisterschaften | Anthony Wilding | Harry Parker Cecil Cleve Cox | 6:2, 6:4, 6:2 |
| 1.  | 1911 | Australische Meisterschaften | Randolph Lycett | John Addison Norman Brookes  | 6:2, 7:5, 6:0 |